# Corporate-owned life insurance
La Corporate-owned life insurance (COLI) è un'assicurazione sulla vita statunitense stipulata sui lavoratori dipendenti e in mano al datore di lavoro, con benefici pagabili al datore stesso o direttamente alla famiglia del deceduto. Nomi peggiorativi sono la janitor's insurance ("assicurazione sull'inserviente") e dead peasants insurance ("assicurazione sul contadino morto"). Quando il datore è una banca, l'assicurazione è chiamata bank owned life insurance (BOLI).
La COLI veniva originariamente stipulata sulla vita dei dipendenti chiave e dei dirigenti di una compagnia in modo da proteggersi dai costi finanziari a seguito di morti improvvise. Questo metodo è comunemente noto come key person insurance ("assicurazione sulla persona chiave"). Nonostante questo articolo si riferisca solo alla pratica e alla politica degli Stati Uniti d'America, l'assicurazione sulla persona chiave è usata anche in altri paesi.
In particolare negli anni novanta, alcune aziende assicurarono un'ampia base di collaboratori, come parte dei requisiti generali di assunzione e mai senza il consenso scritto del dipendente. Nel 2006, il Congresso degli Stati Uniti e l'Internal Revenue Service (IRS) impostarono alcune linee guida e limiti sull'installazione e l'amministrazione di COLI e BOLI.
Oggi, la COLI è utilizzata più frequentemente per i dirigenti, ma l'utilizzo sui dipendenti è ancora praticato.
Il tema è stato trattato nel docufilm di Michael Moore Capitalism: A Love Story del 2009.